# Barbara Cartland
Barbara Cartland, Dame Mary Barbara Hamilton Cartland, född 9 juli 1901 i Edgbaston, Birmingham, död 21 maj 2000 på Camfield Place, Hatfield, Hertfordshire, var en brittisk författare av historiska kärleksromaner.

## Biografi
Barbara Cartland föddes i en förmögen familj i Birmingham. Hennes far dödades 1918 i Flandern under första världskriget och hennes mor flyttade då med familjen till London, där modern öppnade en klädesbutik i Kensington.
Hon fick arbete som journalist på Daily News där hon skrev en skvallerspalt. Hon gav ut sin första bok, Jigsaw, år 1921. Under sin livstid skrev hon 723 böcker, som har översatts till 40 språk och sålts i över 200 miljoner exemplar över hela världen. Cartland har även skrivit flera historiska arbeten, samt en biografi om sin bror, Ronald Cartland, som var den förste engelske parlamentsledamoten som blev dödad under andra världskriget. Under ett antal år under 1970-talet hade hon världsrekordet över antalet romaner skrivna av en författare under loppet av ett år: 1976 - 21 romaner, 1977 - 24 romaner, 1978 - 20 romaner, 1979 - 23 romaner och 1980 - 24 romaner. Rekordet var 26 romaner år 1983, vilket förärade henne ett omnämnande i Guinness Rekordbok. Vid sin död efterlämnade hon över 100 opublicerade manuskript som började publiceras år 2004 som "The Barbara Cartland Pink Collection". I början av sin karriär ansågs Cartlands verk som vågade. Med tiden kom de att ses som relativt tama, och Cartland kritiserade Jackie Collins debutroman The World is Full of Married Men som oanständig. Cartland skrev även kokböcker och böcker om hälsa och vitaminer. 
Cartland är också känd för att hon kämpade för bättre arbetsförhållanden och löner för barnmorskor och sjuksköterskor, för äldre människors rättigheter och lyckades få till stånd lagändringar gällande romer samt grundade världens första Romany Gypsy camp (romani romläger); det finns nu fjorton sådana i England, där barnen för första gången har möjlighet att gå i skolan.

### Familj
Cartland var gift med Alexander McCorquodale 1927–1933. De fick dottern Raine som senare gifte sig med prinsessan Dianas far, John Spencer. 1936 gifte Cartland om sig med Hugh McCorquodale, kusin till hennes första man. De var gifta till hans död 1963 och fick två söner, Ian och Glen. Under en tid publicerade Cartland också böcker under sitt namn som gift, Barbara McCorquodale.